# رسائل مشکوک
رسائل مشکوک (ἀντιλεγόμενα) (از یونانی باستان ἀντιλεγόμενα) نوشته‌هایی مربوط به دین مسیح هستند که اصالت یا ارزش آنها مورد مناقشه است. یوسبیوس قیصریه در کتاب تاریخ کلیسا (حدود سال ۳۲۵ میلادی) از این اصطلاح برای آن بخش از حکم کتاب مقدس در مسیحیت اولیه،‌ پیش از توسعه قانون عهد جدید استفاده می‌کرد که «مورد مناقشه» است. ἀντιλεγόμενα (آنتی) در یونانی از نظر لغوی به معنی «علیه آن صحبت شده» است.
متون مناقشه‌آمیز در کلیسای اولیه به‌طور گسترده خوانده می‌شدند و شامل نامه یعقوب، نامه یهودا، دوم پطرس، دوم یوحنا، سوم یوحنا، مکاشفه یوحنا، انجیل عبرانیان، نامه به عبرانیان، مکاشفه پطرس، اعمال پولس، شبان هرماس، نامه بارنابا و دیداکه می‌شد. در کلیسای اولیه در مورد اینکه آیا این متون مرتبه و منزلت دینی دارند یا خیر، اختلاف نظر وجود داشت.